# ولسوالی دای چوپان
ولسوالی دای چوپان یکی از ولسوالی‌های ولایت زابل در افغانستان است. جمعیت آن در سال ۲۰۱۳ (میلادی) بالغ بر ۳۸۳۰۰ نفر بوده‌است.